# مهنة قاسية
مهنة قاسية (بالكورية: 극한직업)‏ هو فيلم أكشن كوميدي كوري جنوبي من بطولة ريو سونغ ريونغ و‌لي ها ني و‌لي دونغ-هوي. عرض الفيلم في 23 يناير 2019.

## روابط خارجية
- مهنة قاسية على موقع IMDb (الإنجليزية)
- مهنة قاسية على موقع ميتاكريتيك (الإنجليزية)
- مهنة قاسية على موقع روتن توميتوز (الإنجليزية)
- مهنة قاسية على موقع نتفليكس (الإنجليزية)
- مهنة قاسية على موقع ألو سيني (الفرنسية)
- مهنة قاسية على موقع بوكس أوفيس موجو (الإنجليزية)
- مهنة قاسية على موقع فيلمافينيتي (الإسبانية)
- مهنة قاسية على موقع قاعدة بيانات الفيلم (الإنجليزية)
- مهنة قاسية على موقع ليتربوكسد (الإنجليزية)
- مهنة قاسية على موقع كينوبويسك (الروسية)